# U dels Bessons
U dels Bessons (U Geminorum) és un estel variable a la constel·lació dels Bessons. És l'arquetip d'un tipus de variables cataclísmiques anomenades noves nanes. Descoberta per l'astrònom John Russell Hind el 1855, ha estat observada contínuament des de llavors.
U Geminorum és un sistema binari on la component primària és una nana blanca densa i calenta, i la component secundària és una freda nana vermella de la seqüència principal. La nana blanca té una massa de 1.20 masses solars, mentre que la seva companya té una massa equivalent al 42% de la massa solar. Els dos estels estan molt propers entre si i orbiten a gran velocitat. El seu període orbital és de només 4 hores i 11 minuts.
La nana vermella està tan propera a l'estel principal que perd matèria de la seva superfície en benefici de la nana blanca. Aquest material forma un disc d'acreció entorn d'aquesta última. En intervals gairebé periòdics, d'uns 100 anys, el disc es desestabilitza i una gran quantitat de matèria cau en la nana blanca, que com a conseqüència, sofreix un esclat. Aquests esclats fan que la lluentor de l'estel augmente unes cent vegades.
A més dels esclats, U Geminorum sofreix freqüents eclipsis quan un dels estels passa per davant de l'altre, cosa que fa que, en condicions normals, la seva magnitud aparent varie entre +14,1 i +15,0. La durada de l'eclipsi és d'uns 20-25 minuts. Durant els esclats la seva magnitud augmenta fins a +9,0.